# Omalophora moriokana
Omalophora moriokana är en insektsart som beskrevs av Matsumura 1942. Omalophora moriokana ingår i släktet Omalophora och familjen spottstritar. Inga underarter finns listade i Catalogue of Life.